# Cawdor (Australie)
Cawdor est un village australien situé dans le comté de Wollondilly dans l'État de Nouvelle-Galles du Sud. Une partie de la localité de Cawdor est rattaché à la zone d'administration locale de Camden.
En 2016, la population s'élevait à 434 habitants.